# Alberto Fontana (dirigente)
Alberto Fontana (Milano, 2 luglio 1971) è un attivista italiano del Terzo Settore.

È un punto di riferimento nel mondo della disabilità, con una attenzione particolare all’inclusione scolastica e lavorativa, al rispetto dei diritti fondamentali e alla costruzione di percorsi per la vita indipendente.

## Biografia
Sposato con Anna e padre di Andrea, Anita e Alessandro, è affetto da Atrofia Muscolare Spinale (SMA), una malattia del motoneurone. 
Si è affermato come esponente del Terzo Settore e della Filantropia, con una professionalità orientata ai temi della disabilità, della sussidiarietà e della sanità.
Dal 2006 è presidente di Fondazione Serena, ente gestore del Centro Clinico NeMO (NEuroMuscular Omnicentre) con sedi a Milano, Arenzano,  Roma, Napoli, Brescia, Trento e Ancona. Del Centro NeMO è tra gli ideatori e fondatori, spinto dalla convinzione che fosse necessario realizzare un centro di assistenza dedicato alle persone con malattie neuromuscolari, promosso dalle associazioni dei pazienti e caratterizzato da un approccio unico di presa in carico multidisciplinare della persona e dei suoi bisogni.
Da sempre è impegnato per la difesa dei diritti delle persone con disabilità. 
In particolare, dal 2004 al 2013 è Presidente nazionale dell’Unione Italiana Lotta alla Distrofia Muscolare (UILDM) e oggi segretario nazionale. 
È consigliere nazionale di LEDHA - Lega per i diritti delle persone disabili, già Presidente dal 2015 al 2018. È tesoriere di AISLA - Associazione Italiana Sclerosi Laterale Amiotrofica 
Da giugno 2018 è consigliere nazionale FISH - Federazione Italiana per il Superamento dell’Handicap. Da ottobre 2021 è presidente di FHS, Fondazione Housing Sociale.
Partecipa alle strutture direttive di molte associazioni di pazienti: è consigliere di Fondazione Telethon ed è stato Consigliere nazionale dell’Associazione Famiglie SMA - Genitori per la ricerca sull’Atrofia Muscolare Spinale. È stato nel Direttivo nazionale di Cittadinanzattiva fino al 2016. È stato Presidente di AriSLA, Fondazione Italiana di ricerca per la SLA; attualmente ne è consigliere.
È stato membro della Commissione Centrale di Beneficenza e coordinatore della Commissione Servizi alla Persona di Fondazione Cariplo.

## Riconoscimenti
Nel 2011 gli è stato conferito il premio “Milano Lavora” istituito in onore di Marco Biagi. 
Nel 2018 gli viene assegnato l'Ambrogino d'oro.
Nel 2021 ha ricevuto il premio nazionale della solidarietà Guido Scocozza XXIV edizione. 

## Opere
- Le regole dei motoneuroni, Mondadori Electa, 2017. ISBN 9788891816566
- A Sua immagine? Figli di Dio con disabilità, La Vita Felice, 2022, SBN/EAN 9788893466127